# スタペリアンサス属
スタペリアンサス属（スタペリアンサスぞく、学：Stapelianthus）は、キョウチクトウ科（旧ガガイモ科）ガガイモ亜科に含まれる植物。同科の中で名前の似るスタペリアとは近縁の関係にあたる。

## 概要
マダガスカル島の乾燥地帯のみに自生しているグループで、スタペリアに似るが一回り小さい筒状の花を茎の途中から咲かせる。花の形状は大きさを除いて両属ともに酷似するが、スタペリアは砂紋の様な模様を持った花を咲かせるのに対し、スタペリアンサスの花はヒョウ柄の模様が付く点が異なる。最も多く栽培されるのはピロサス種（S. pilosus）で、ハシラサボテンの様に分枝して、白い毛が密集している様なフォルムが特徴である。

## 栽培方法
花の開花期は秋頃であり、生育期は春と秋の一年に2回ある。夏と冬は休眠期に当たるので成育は緩慢になる。休眠期は植物の吸水量が減り、根腐れしやすくなるので水やり、施肥は避け、断水に徹する。土は水はけの良い土壌を使用すると良い。基本的な栽培方法はスタペリアとほぼ同じである。

## 名称について

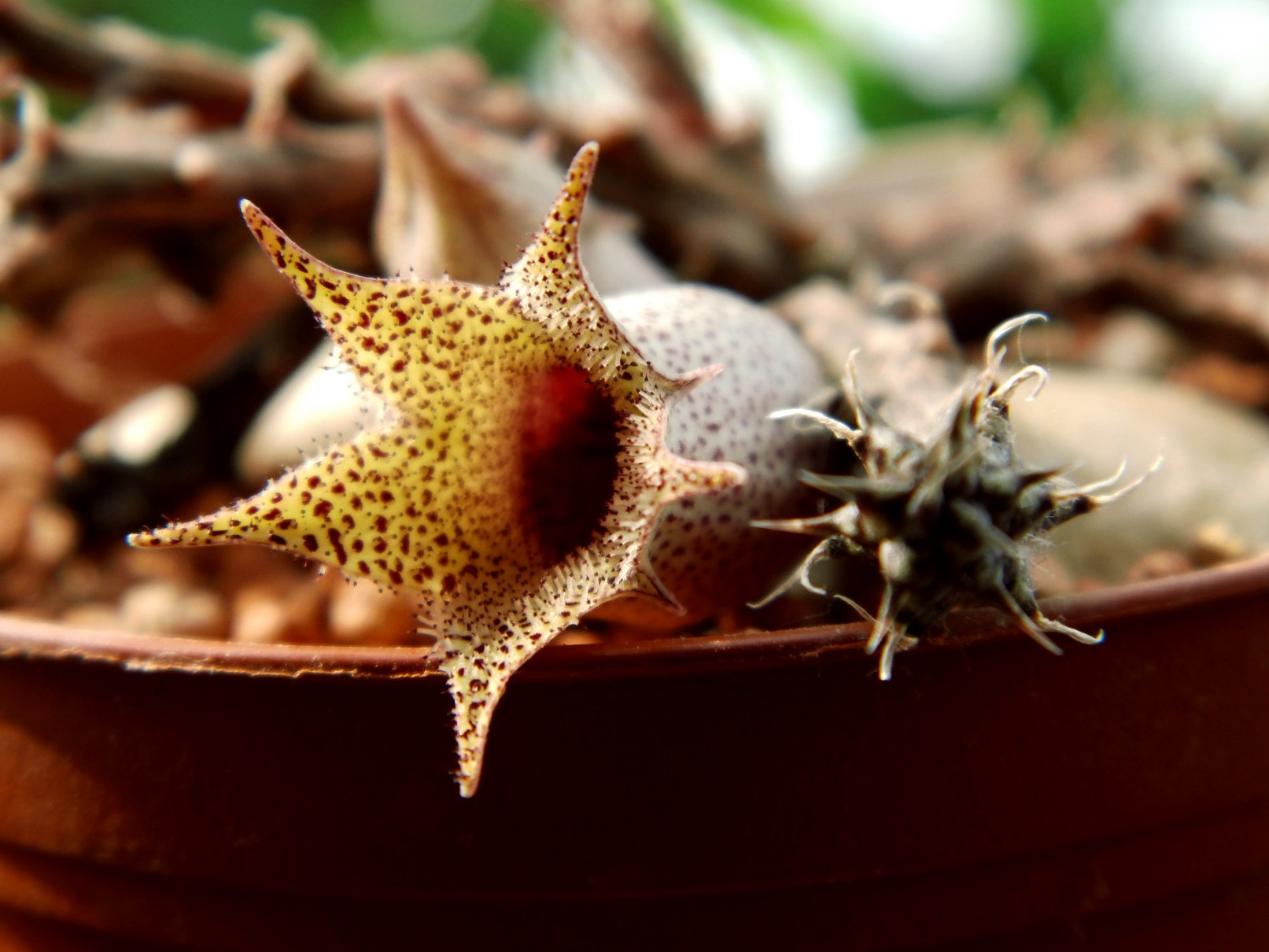
Stapelianthus sp. の花

属名Stapelianthusの由来は不明である。

## 下位分類
スタペリアンサス属は10種程度が認められる。
- スタペリアンサス・デカリー

　（Stapelianthus decaryi）
ユーフォルビアの様な鋭い棘を稜にまとう姿が特徴的な種類である。和名をタツノオトシゴ（竜の落とし子）とする場合もある。
- スタペリアンサス・ピロサス

　（Stapelianthus pilosus）
本属の中で最も普及している種で、ハシラサボテンに様な草姿に白い毛が密生した姿が特徴的な種である。
- Stapelianthus arenarius Bosser & Morat
- Stapelianthus insignis Desc.
- Stapelianthus keraudreniae Bosser & Morat
- Stapelianthus madagascariensis (Choux) A.C.White & B.Sloane
- Stapelianthus montagnacii (Boiteau) Boiteau & Bertrand